# Friedrich Klindworth

Justus Christian Friedrich Klindworth, 1890

Justus Christian Friedrich Klindworth (auch: Johann Friedrich Klindworth; * 1818; † 15. Juli 1903 in Hannover) war ein deutscher Unternehmer, Hof-Buchdrucker, Verleger, Herausgeber, Kommerzienrat, Freimaurer und Namensgeber für den Klindworth Verlag, der auch eine eigene Buchbinderei für Verlagseinbände betrieb.

## Leben
Friedrich Klindworth wurde zu Beginn des Königreichs Hannover als ein Enkel der Witwe des Hofbuchdruckers Johann Thomas Lamminger (1757–1805) geboren. Noch als Jugendlicher übernahm er im Jahr 1838 die in der Residenzstadt Hannover als Witwe Lamminger & Rosenbusch geführte Firma, die er dann zunächst wieder Lammingersche Buchdruckerei benannte, bevor er ihr später seinen eigenen Namen gab. Seiner Buch- und Steindruckerei gliederte er eine Buchbinderei und ein Papierlager an sowie ein umfangreiches Magazin für Formulare.
Zudem baute Klindworth die Verlagsaktivitäten aus. So wurde er Herausgeber beispielsweise
- der historisch-politischen und staatswissenschaftlichen Schriften des Philosophen Gottfried Wilhelm Leibniz in 11 Bänden 1864–1884;
- der Schriften des Historikers Heinrich Böttger sowie
- der landeskundlichen Arbeiten des Geographen Hermann Guthe.[5]

Außerdem verlegte er das Hannoverscher Staatskalender, das Adreßbuch der Stadt Hannover sowie verschiedene Pläne und Stadtführer. Auch das Ernst-August-Album von 1862 sowie der weitverbreitete Neue hannoversche Volkskalender erschienen im Verlag Klindworth. Spätestens mit dem 1862 veröffentlichten Werk Friedrich Voigts maurerischer Nachlaß. Manuscript für Brüder Freimaurer wurde Klindworth durch den Zusatz „Gedruckt bei Br. Friedrich Klindworth“ auch als Freimaurerischer Bruder erkennbar.
Ebenso wie der Pianist und Dirigent Karl Klindworth (1830–1916), Sohn des Unternehmers und Mechanikers Carl August Ludwig Klindworth und der Doro. Wilhelmine Lamminger, war auch Friedrich Klindworth mit Georg Klindworth verwandt und schließlich auch mit dem Komponisten Siegfried Wagner. Justus Christian Friedrich Klindworth wiederum war mit Minna Dorethee Elisabeth Wissel verheiratet, die am 10. Juni 1853 die gemeinsame Tochter Elisa Julie Amelie Klindworth gebar.
Das Adressbuch der Königlichen Residenzstadt Hannover von 1868 verzeichnete für den „Kommerzrat“ Friedrich Klindworth die Adresse Wagenerstraße 17 in der Calenberger Neustadt. Dies wurde die Adresse der Verlagsbuchdruckerei von Berthold Pokrantz, der dort am 6. November 1900 das gleichnamige Unternehmen übernahm.
Friedrich Klindworth starb noch zur Zeit des Deutschen Kaiserreichs 1903 in Hannover im Alter von 85 Lebensjahren.